# Sierra Leone aux Jeux olympiques d'été de 2020
La Sierra Leone participe aux Jeux olympiques de 2020 à Tokyo au Japon. Il s'agit de sa 12e participation à des Jeux d'été.

## Athlètes engagés
| Sport      | Hommes | Femmes | Total |
| ---------- | ------ | ------ | ----- |
| Athlétisme | 0      | 1      | 1     |
| Judo       | 1      | 0      | 1     |
| Natation   | 1      | 1      | 2     |
| Total      | 2      | 2      | 4     |

## Résultats

### Athlétisme
La Sierra Leone bénéficie d'une place attribuée au nom de l'universalité des Jeux. Maggie Barrie dispute le 100 mètres féminin.
| Athlète       | Épreuve       | Tour préliminaire | Tour préliminaire | 1er tour | 1er tour | Demi-finale | Demi-finale | Finale   | Finale   |
| Athlète       | Épreuve       | Temps             | Rang              | Temps    | Rang     | Temps       | Rang        | Temps    | Rang     |
| ------------- | ------------- | ----------------- | ----------------- | -------- | -------- | ----------- | ----------- | -------- | -------- |
| Maggie Barrie | 100 m féminin | 11 s 53           | 2e                | 11 s 45  | 7e       | Éliminée    | Éliminée    | Éliminée | Éliminée |

### Judo
La Fédération ne distribue pas de ticket de qualifications aux championnats continentaux ou mondiaux mais c'est le classement établi au 21 juin qui permettra de sélectionner les athlètes (18 premiers automatiquement, le reste en fonction des quotas de nationalité).
Chez les hommes, Frederick Harris (-81 kg) a pu bénéficier d'un invitation tripartite.
| Athlète          | Compétition           | 1er tour            | 2e tour                     | Quart de finale     | Demi-finale         | Repêchage           | Finale              | Rang    |
| Athlète          | Compétition           | Adversaire Résultat | Adversaire Résultat         | Adversaire Résultat | Adversaire Résultat | Adversaire Résultat | Adversaire Résultat | Rang    |
| ---------------- | --------------------- | ------------------- | --------------------------- | ------------------- | ------------------- | ------------------- | ------------------- | ------- |
| Frederick Harris | Moins de 81 kg hommes | Exempté             | Fatiyev Défaite par forfait | Éliminé             | Éliminé             | Éliminé             | Éliminé             | Éliminé |

### Natation
Le comité bénéficie de deux places attribuées au nom de l'universalité des Jeux.
| Athlète      | Épreuve                  | Séries  | Séries | Demi-finales | Demi-finales | Finale   | Finale   |
| Athlète      | Épreuve                  | Temps   | Rang   | Temps        | Rang         | Temps    | Rang     |
| ------------ | ------------------------ | ------- | ------ | ------------ | ------------ | -------- | -------- |
| Joshua Wyse  | 50 m nage libre masculin | 27 s 90 | 71e    | Éliminé      | Éliminé      | Éliminé  | Éliminé  |
| Tity Dumbuya | 50 m nage libre féminin  | 31 s 56 | 74e    | Éliminée     | Éliminée     | Éliminée | Éliminée |